# محله چراغ
محله چراغ روستایی در دهستان اسکل‌آباد بخش مرکزی شهرستان تفتان استان سیستان و بلوچستان ایران است.

## جمعیت
بر پایه سرشماری عمومی نفوس و مسکن در سال ۱۳۹۵ جمعیت این روستا ۲۱ نفر (۷خانوار) بوده‌است.